# Alessandro Bedetti
Alessandro Bedetti (* 25. Oktober 2002 in Bologna) ist ein italienischer Schauspieler.

## Leben und Karriere
Bedetti wurde am 25. Oktober 2002 in 
Bologna geboren. Sein Debüt gab er 2021 in der Serie Nudes: Online bloßgestellt. Anschließend war er 2023 in dem Film Headshot zu sehen. Im selben Jahr spielte er in Hai mai avuto paura? mit. Außerdem trat er ein einer Folge in DOC - Es liegt in deinen Händen. 2024 bekam er in dem  Netflixfilm Der Tränenmacher eine Hauptrolle. Unter anderem wurde Bedetti für die Serie Those About to Die gecastet.

## Filmografie
Filme
- 2023: Headshot
- 2023: Hai mai avuto paura?
- 2024: Der Tränenmacher
- 2025: Bridget Jones – Verrückt nach ihm

Serien
- 2021: Nudes: Online bloßgestellt
- 2024: DOC - Es liegt in deinen Händen
- 2024: Those About to Die
- 2024: Prima di noi